# Jaga Jazzist
Jaga Jazzist är en norsk musikgrupp bestående av nio musiker som gör musik som kan beskrivas som en blandning mellan jazz, rock, pop och electronica. 
Bandet blev känd då BBC utnämnde bandets andra album, A Livingroom Hush, till "Jazz Album of the Year" 2002.

## Medlemmar
Nuvarande medlemmar
- Lars Horntveth – tenorsaxofon, sopransaxofon, barytonsaxofon, basklarinett, klarinett, gitarr, keyboard, piano, programmering, lap steel gitarr, bandledare (1994–)
- Andreas Mjøs – vibrafon, gitarr, trummor, elektronik, slagverk (1994–)
- Line Horntveth – tuba, slagverk, tvärflöjt, melodica, sång (1994–)
- Martin Horntveth – trummor, trum-maskin, sång (1994–)
- Even Ormestad – basgitarr, keyboard, glockenspiel, slagverk (1995–)
- Mathias Eick – trumpet, valthorn, kontrabas, keyboard, vibrafon (1998–)
- Erik Johannessen – trombon, marxofon, slagverk (2005–)
- Øystein Moen – keyboard, slagverk (2008–)
- Marcus Forsgren – gitarr, effekter (2009–)

Tidigare medlemmar
- Harald Frøland – gitarr (1994–2005, 2006–2007)
- Ivar Christian Johansen – trumpet, sång (1994–2001)
- Jonas Bendiksen – keyboard (1994–1997)
- Lars Wabø – trombon (1994–2005)
- Mads Jansen – trombon (1994)
- Marius Hesby – trombon (1994)
- Tomas Viken – tenorsaxofon (1994)
- Lars Erik Myran — basgitarr (1994)
- Jørgen Munkeby – altsaxofon, tenorsaxofon, flöjt, altflöjt, basklarinett, keyboard (1995–2002)
- Håvard Myklebust – trombon (1996)
- Torgeir Audunson – trumpet (1996–1997)
- Bjørn Strand – tenorsaxofon (1997)
- Sjur Miljeteig — trumpet (1997)
- Morten Qvenild – keyboard (2001)
- Ketil Einarsen – flöjt, keyboard, slagverk (2002–2005, 2006–2007)
- Andreas Hessen Schei – keyboard (2002–2005, 2006–2007)
- Nils Martin Larsen – keyboard (2005)
- Anders Hana – gitarr, effekter (2005)
- Stian Westerhus – gitarr, effekter (2008–2009)

Bildgalleri

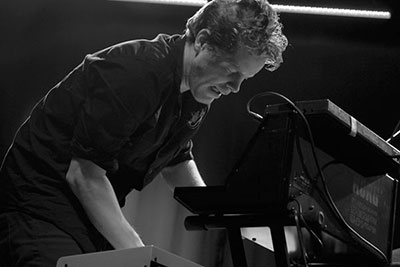
Øystein Moen
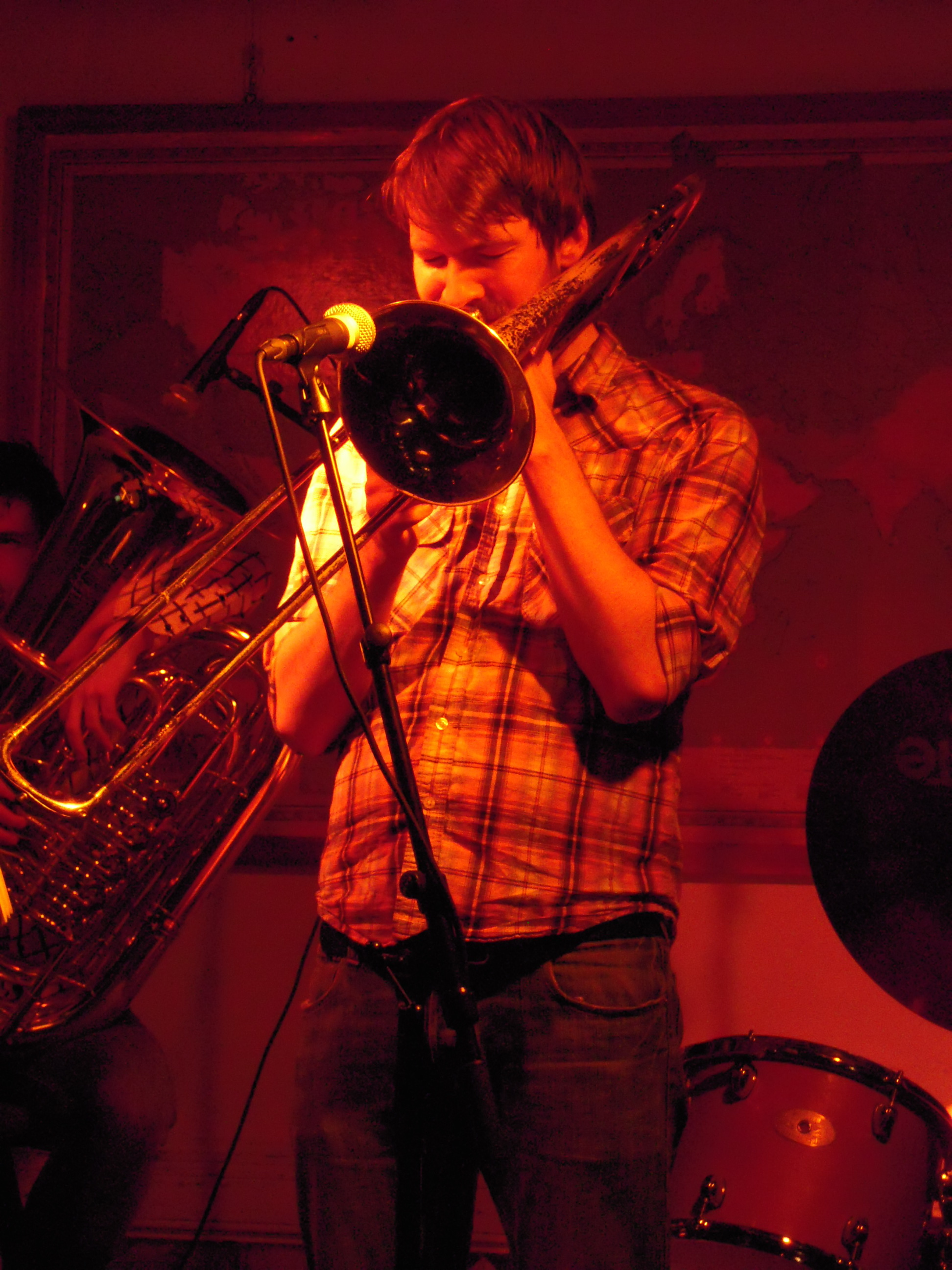
Erik Johannessen
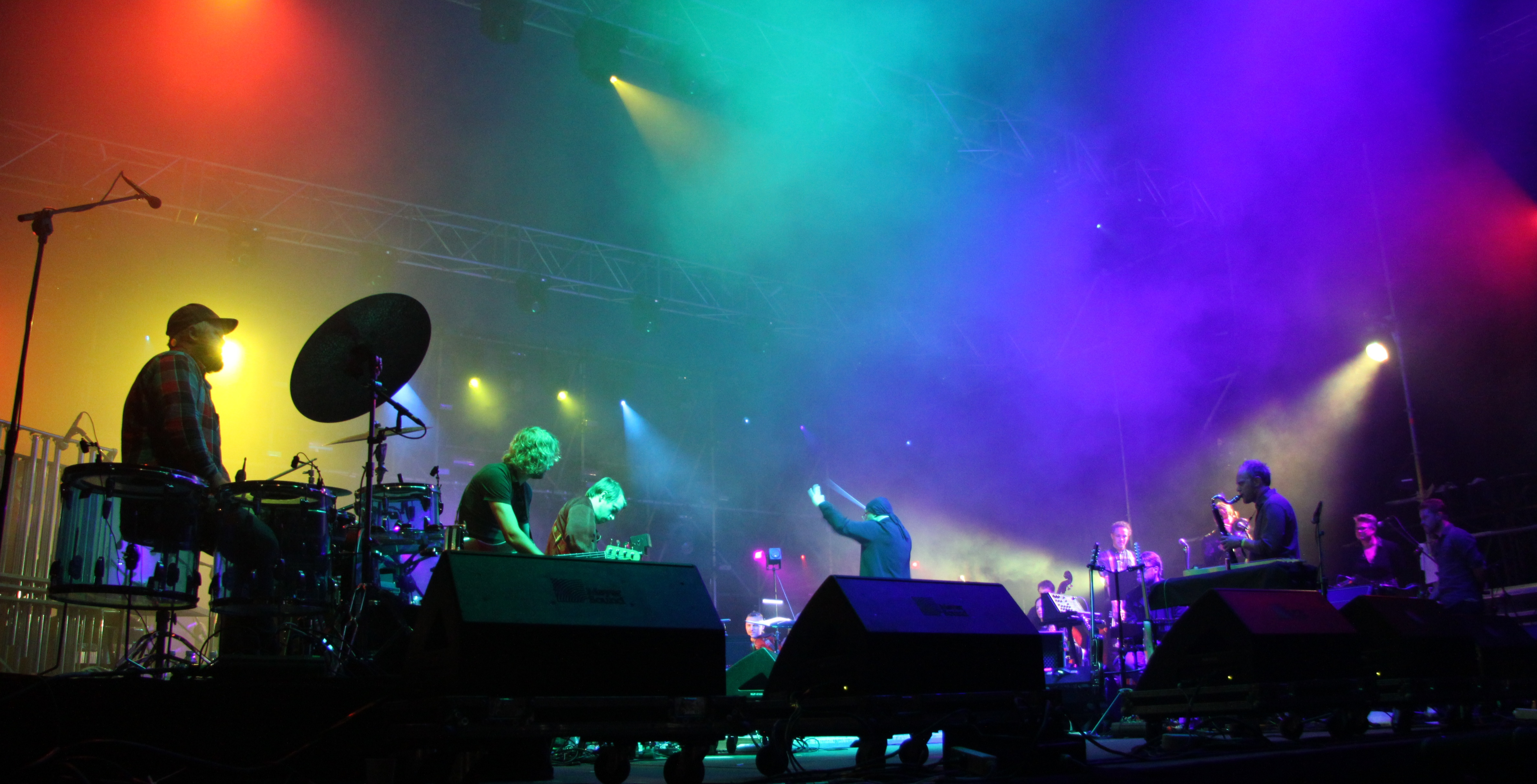
Jaga Jazzist 2014
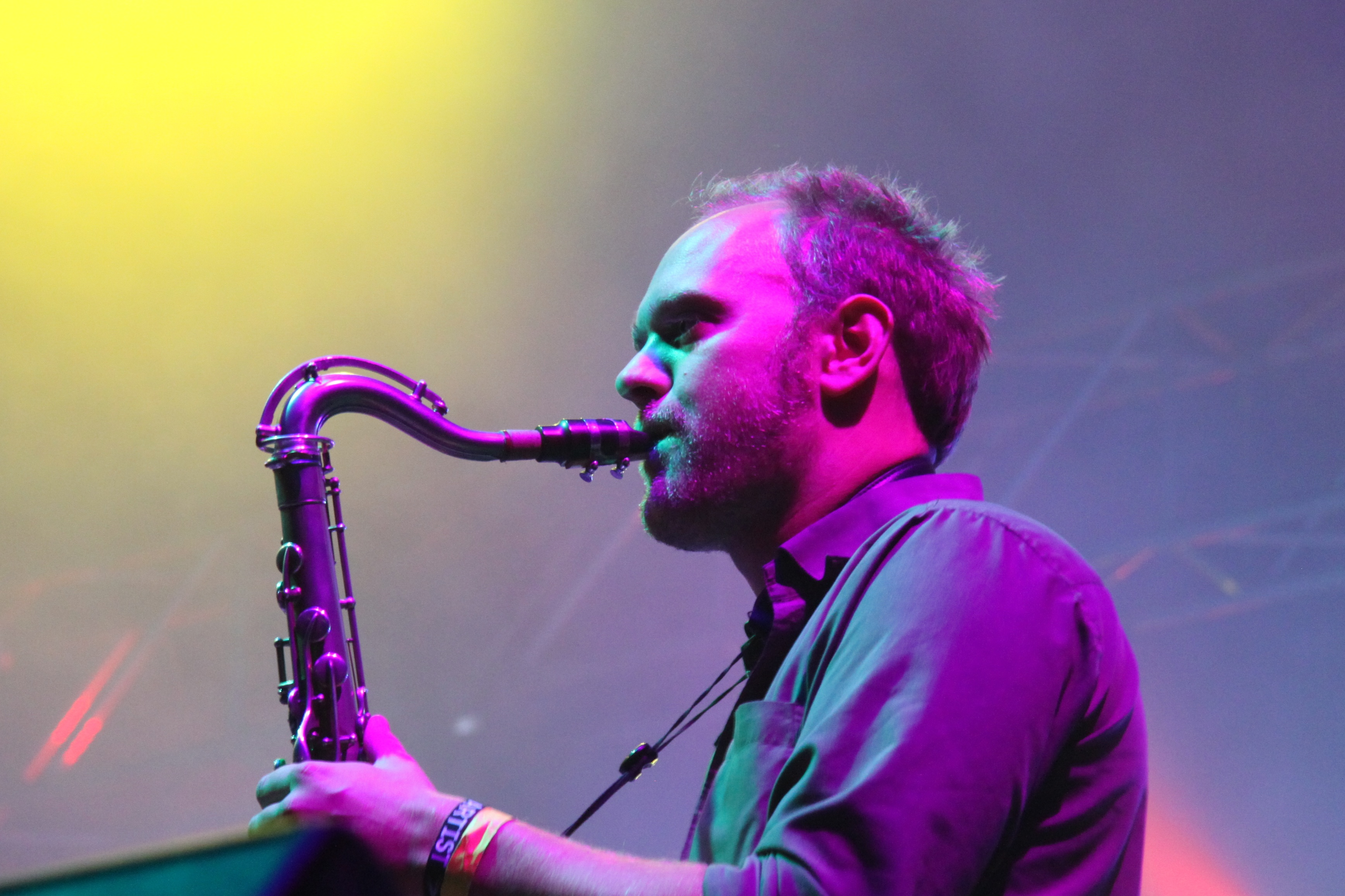
Lars Horntveth

## Diskografi
Studioalbum
- 1996 –  Jævla Jazzist Grete Stitz
- 2001 – A Livingroom Hush
- 2003 – The Stix
- 2003 – In the Fishtank 10 (Motorpsycho & Jaga Jazzist Horns)
- 2005 – What We Must
- 2010 – One-Armed Bandit
- 2015 – Starfire
- 2020 – Pyramid

Livealbum
- 2013 – Live with Britten Sinfonia

EP
- 1998 – Magazine
- 2001 – Airborne / Going Down
- 2001 – Going Down
- 2002 – Days
- 2002 – Animal Chin
- 2004 – Day

Singlar
- 2009 – "One Armed Bandit"
- 2010 – "One-Armed Bandit & What We Must"
- 2010 – "Bananfluer Overalt"